# Коллапс (книга)
«Коллапс. Почему одни общества приходят к процветанию, а другие — к гибели» (англ. Collapse: How Societies Choose to Fail or Succeed) — научно-популярная книга американского эволюционного биолога Джареда Даймонда, в которой исследуются причины упадка человеческих обществ.
В определённой степени «Коллапс» является продолжением книги Даймонда «Ружья, микробы и сталь»: здесь объясняется, что именно приводит общества к упадку и гибели. Даймонд сначала исследует причины упадка древних культур — общества острова Пасхи, поселений викингов в Гренландии, индейцев Майя в Америке. После чего старается доказать, что многие современные общества, прежде всего Китай и Северная Америка, стоят на перепутье и в недалеком будущем должны решить, хотят ли они существовать или готовы погибнуть. Как и в книге «Ружья, микробы и сталь», автор опровергает этноцентрические объяснения рассматриваемых коллапсов, а сосредотачивает внимание на экологических факторах. 
В 2010 году на National Geographic вышел документальный фильм «Collapse», основанный на книге Даймонда. 

## Обзор
В прологе Даймонд приводит цели и методы исследования в «Коллапсе»:
В этой книге сравнительный метод используется для того, чтобы объяснить социальные коллапсы с экологической составляющей. В предыдущей книге («Ружья, микробы и сталь») я применял сравнительный метод для решения обратной задачи — о различии скоростей построения человеческого общества на разных континентах за последние 13 000 лет. В настоящей книге упор сделан не на построении общества, а на его коллапсе, и я сравниваю общества настоящего и прошлого с точки зрения их экологической уязвимости, отношений с соседями, политических институтов и других «входных» элементов при постулируемой стабильности общества.

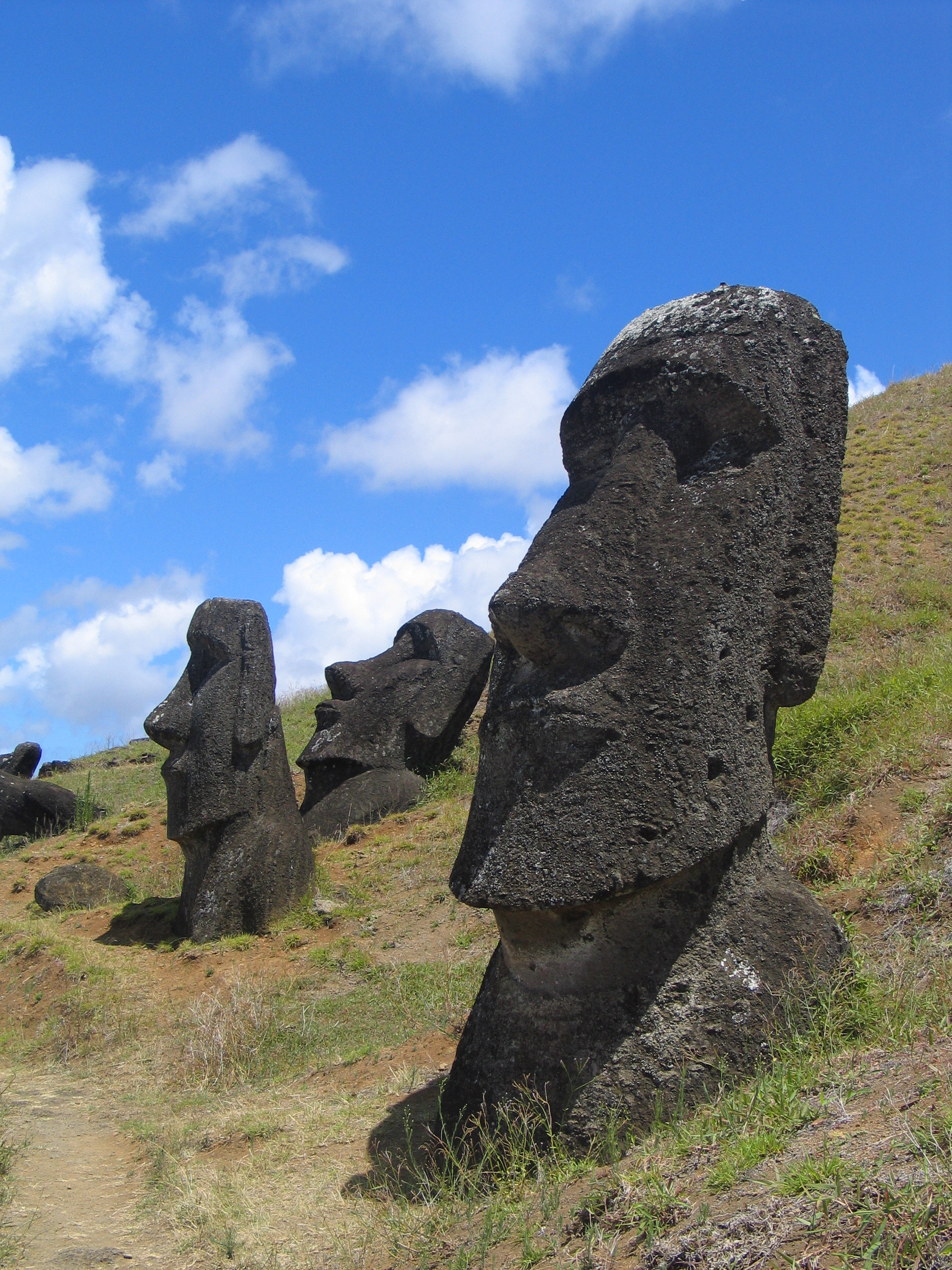
Даймонд считает Остров Пасхи самым ярким примером коллапса изолированного общества.

По мнению Даймонда, продолжит ли определенное общество существовать, зависит от пяти основных факторов:
- Разрушение среды обитания, степень её уязвимости или устойчивости;
- Изменение климата (глобальные похолодания или потепления, засухи и т.д.);
- Наличие враждебных соседей, которые могут нанести удар, в том числе, в случае ослабления общества по другим причинам;
- Зависимость от отношений с дружескими соседями;
- Осознание обществом своих проблем и готовность их решать.

Автор показывает, насколько будущий коллапс может оказаться незаметным для самого общества. «О чем думали жители острова Пасхи, когда срубали последнее дерево?» – спрашивает Даймонд. И дает ответ: «примерно о том, о чем думает современный промышленник или фермер — ни о чем общественном, а только о своем личном.» В противоречии между общественным и личным, в неспособности осознать угрозы и направить совместные усилия на их преодоление Даймонд видит основную причину коллапса отдельного общества.

## Структура книги
Книга состоит из четырёх частей.
- В первой части исследуется окружающая среда штата Монтана (США). Анализируется взаимное влияние общества и окружающей среды.
- Во второй части рассказывается об обществах прошлого, подвергшихся коллапсу. Даймонд рассматривает коллапс общества, который может быть вызван пятью наборами факторов: разрушение окружающей среды, изменения климата, враждебные соседи, потеря торговых партнеров и реакция общества на его экологические проблемы.

- В третьей части исследуются современные общества.
- В четвертой части подводится итог исследования, рассматривая такие вопросы как бизнес и глобализация, и то, какие практические выводы нужно сделать современным обществам во избежание судьбы погибших обществ.

Во втором издании книги (2011) автор добавил еще одну главу (Послесловие: Взлет и падение Ангкора), в которой рассмотрел упадок цивилизации кхмеров.

## Критика
Чарльз Манн: «Большинство археологов, антропологов, географов и т. д., с которыми я разговаривал, считают, что книга Даймонда несколько нереалистична, поскольку она фокусируется на проблемах окружающей среды как на основной причине [того], что общества разрушаются».
В ответ на данную книгу Даймонда вышла книга Questioning Collapse (2009), на которую Даймонд написал негативную рецензию в Nature.

## См. далее
- Социальный коллапс

## Русские издания
- Даймонд Джаред. Коллапс. Почему одни общества выживают, а другие умирают / Пер. с англ. О. Жадена, А. Михайловой, И. Николаева. — М.: ООО «АСТ»; ООО «Астрель»; Полиграфиздат, 2010. — 768 с. — (Philosophy). — ISBN 978-5-17-048382-2.
- Даймонд Джаред. Коллапс. Как и почему одни общества приходят к процветанию, а другие — к гибели / Пер. с англ. О. Жадена, А. Михайловой, И. Николаева. — М.: ООО «Астрель»; Corpus, 2011. — 800 с. — ISBN 978-5-271-30300-5.
- Даймонд Джаред. Коллапс. Почему одни общества приходят к процветанию, а другие — к гибели / Пер. с англ. О. Жадена, А. Михайловой, И. Николаева. — М.: ООО «АСТ», 2016. — 768 с. — (Цивилизация: рождение, жизнь, смерть). — ISBN 978-5-17-099181-5.
- Даймонд Джаред. Коллапс. Почему одни общества приходят к процветанию, а другие — к гибели / Пер. с англ. О. Жадена, А. Михайловой, И. Николаева. — М.: ООО «АСТ», 2023. — 864 с. — (Эксклюзивная классика). — ISBN 978-5-17-152199-8.